# Culex jacksoni
Culex jacksoni är en tvåvingeart som beskrevs av Edwards 1934. Culex jacksoni ingår i släktet Culex och familjen stickmyggor. Inga underarter finns listade i Catalogue of Life.